# كمره (مقاطعة غيلانغرب)
كمره (بالفارسية: کمره) هي قرية تقع في كرمانشاه في إيران. يقدر عدد سكانها بـ 98 نسمة بحسب إحصاء 2016.